# شبرا خلفون
شبرا خلفون إحدى قرى مركز شبين الكوم التابع لمحافظة المنوفية بجمهورية مصر العربية. يحدها قرى كفر مناوهلة وكفر أبشيش والمقاطع واصطباري.

## التاريخ
ذكرها علي مبارك في كتابه الخطط التوفيقية باسم "شبرى خلفون"، حيث ذكر أنها قرية في مديرية المنوفية بقسم سبك، وأن بها جامع ومعمل دجاج، وعدة بساتين وعدة سواقي لري الزراعة، ومهنة أهلها الزراعة.

## السكان
بلغ عدد سكان شبرا خلفون 9,690 نسمة، حسب الإحصاء الرسمي لعام 2006.